# Glyphotaelius pellucidus
Glyphotaelius pellucidus ist eine Köcherfliege aus der Familie Limnephilidae. Die Imagines sind an den marmorierten Vorderflügeln mit der charakteristischen bogenförmigen Einbuchtung an der Spitze relativ leicht zu erkennen. Bei einer Körperlänge von 11 bis 16 mm beträgt die Vorderflügellänge 12 bis 17 mm und die Flügelspannweite 26 bis 36 mm.
Ihr einjähriger Entwicklungszyklus beginnt mit der Ablage der von Gallerte umgebenen Eipakete in der Ufervegetation von Gewässern zwischen Ende August und Ende Oktober. Nach ca. 25 Tagen fallen die reifen Larven ins Wasser. Larven, die nicht ins Wasser fallen, können sich in begrenztem Umfang auch über Land bewegen und, falls sie kein Wasser erreichen, ein Ruhestadium einlegen.
Im Wasser beginnt die Larve mit dem Bau des Köchers aus elliptisch zurechtgebissenen Stücken von Falllaub. In ruhigen Gewässern kann das Gehäuse bis zu 60 mm lang und 30 mm breit werden, in fließenden Gewässern ist es deutlich kleiner und runder. Im März/April verpuppen sich die Larven, die Imagines schlüpfen im April/Mai.
Glyphotaelius pellucidus lebt auch an zeitweise trocken fallenden Gewässern und verbringt im Imaginalstadium während des Sommers eine Diapause in Höhlen und anderen feucht-kühlen Verstecken.